# Odrobina miłości, odrobina magii
Odrobina miłości, odrobina magii (hindi Thoda Pyaar Thoda Magic) – indyjski komediodramat romantyczny zrealizowany przez Kunal Kohli, twórcę Mujhse Dosti Karoge! i Hum Tum. W rolach głównych para z Hum Tum – Rani Mukherjee i Saif Ali Khan. Film miał premierę w Indiach 27 czerwca 2008 roku. W drugoplanowych rolach Amisha Patel i Rishi Kapoor. Muzykę do filmu skomponowało trio Shankar-Ehsaan-Loy. Jest to opowieść o samotnym biznesmenie i jego spotkaniu z czwórką spragnionych miłości sierot i aniołem, który pomaga doświadczyć im miłości.

## Fabuła
Ranbir jako dziecko przeżył rozstanie z dziewczynką, z którą dzielił wszystkie swoje smutki i radości. Od tego czasu rósł nie wiążąc się z nikim. Na uboczu, nieobecny duchem. Z czasem stał skutecznym biznesmenem (Saif Ali Khan). Wielki świat i małe serce. Pewnego dnia musi jednak wpuścić ludzi do swego świata, do swego serca. Chwila roztargnienia za kierownicą, uwaga odwrócona rozmową przez komórkę i Ranbir powoduje wypadek zabijając dwoje ludzi. Proces sławnego bogacza staje się sensacją. Ludzie zakładają się typując wysokość kary. Tymczasem sędzia zaskakuje wszystkich. Ranbir zostaje skazany na wychowywanie czwórki dzieci osób, do których śmierci się przyczynił. Poczucie winy czyni go tylko jeszcze bardziej zamkniętym. Dzieci rozżalone śmiercią rodziców swój ból zamieniają w nienawiść do niego. Gdy ludzi nie stać na skruchę i wybaczenie pomoc mogą otrzymać tylko od Boga. I Bóg odpowiada na potrzebę ich serc posyłając na ziemię anioła w kobiecej postaci (Rani Mukherjee).

## Obsada
- Rani Mukherjee – Geeta
- Saif Ali Khan – Ranbeer Talwar
- Amisha Patel
- Rishi Kapoor
- Cameron Pearson – Steve
- Akshat Chopra – Vashisht
- osierocone dzieci: Vashisht, Aditi, Iqbal and Avantika – Akshat Chopra, Shriya Sharma, Rachit Sidana, Ayushi Burman.

## Muzyka i piosenki
Muzykę do filmu skomponowało trio Shankar-Ehsaan-Loy.
- Pyar Ke Liye - Shankar Mahadevan
- Nihaal Ho Gayi - Shankar Mahadevan
- Bulbhula - Sunidhi Chauhan, Shankar Mahadevan
- Lazy Lamhe - Anusha Mani
- Beetey Kal Se - Shreya Goshal, Sneha Suresh
- Nihaal Ho Gayi - Remix (Remix By DJ Aqeel) - Shankar Mahadevan
- Lazy Lamhe - Remix (Remix By DJ Aqeel) - Anusha Mani